# Презенс (немецкий язык)
Пре́зенс  (нем. Präsens) в немецком языке — это простое настоящее время, одно из шести времён немецкого языка. Оно служит для передачи действия в настоящий момент времени, как в абсолютном, так и в относительном употреблении временных форм немецкого глагола. Präsens существует в двух залогах: Aktiv и Passiv.

## Функции Präsens
Время Präsens в немецком языке имеет следующие основные функции, то есть употребляется в следующих случаях:
- Действие в настоящий момент времени:

Du kannst das sehen;
- Постоянное по времени действие:

Berlin ist die Hauptstadt der BRD;
- Действие повторяется во времени:

Jedes Jahr fahren wir nach Deutschland;
- Передача будущности события (обычно с указанием в виде наречия):

Die Konferenz beginnt in fünf Minuten;
- В составе фразеологизмов:

Das Hemd ist mir näher als der Rock.

## Образование Präsens

### В Indikativ
В активном залоге изъявительного наклонения Präsens образуется простым присоединением личного окончания к основе инфинитива. Большинство глаголов имеет следующую систему личных окончаний: ich — e, du — (e)st, er (sie, es) — (e)t, wir — en, ihr — (e)t, sie — en. Исключение составляют глаголы sein, werden и претерито-презентные глаголы. Наличие дополнительной гласной в окончаниях (e)t и (e)st — это способ не допустить стыка согласных в глаголах, основы которых оканчиваются на t (leiten), d (reden), ffn (öffnen), tm (atmen) и т. д. Корневые гласные в сильных глаголах могут принимать умлаут (a переходит в ä: fahren → fährt) или аблаут (e переходит в i: helfen → hilft).
В пассивном залоге Präsens относится к глаголу werden, который не подчиняется общим правилам. Само время залога образуется путём объединения глагола werden с Partizip II смыслового глагола в рамках одной конструкции. Например: Dieses Buch wird jetzt gelesen. При употреблении модального глагола в пассивном предложении вспомогательный глагол остаётся инфинитивным и уходит на последнее место, а в Präsens становится сам модальный глагол: Der Verletzte muss sofort operiert werden. В стативе (пассиве состояния) в Präsens становится глагол sein, играющий роль вспомогательного.

### В Konjunktiv
Конъюнктив настоящего времени имеет простую схему образования: к основе инфинитива присоединяется суффикс -e- и соответствующее личное окончание. Для первого и второго лица единственного числа личное окончание не ставится. При этом корневая гласная остаётся неизменной. Präsens Konjunktiv Aktiv нередко выполняет роль императива, хотя чаще выражает реальное пожелание.
Пассивный залог сослагательного наклонения образуется при помощи глагола werden в Präsens Konjunktiv и Partizip II смыслового глагола.